# 植松富司
植松 富司（うえまつ とみじ、1934年3月29日-  ）は、日本の経営者。コニカ社長、会長を務めた。静岡県出身。

## 来歴・人物
1956年に東京大学法学部を卒業し、同年に小西六写真工業(のちのコニカ)に入社した。1983年7月に取締役に就任し、常務、専務を経て、1996年6月に社長に就任した。2001年4月から2003年6月までに会長を務めた。
2004年11月に旭日重光章を受章。